# 江戸川花火大会 (江戸川区・市川市)
江戸川区花火大会（えどがわくはなびたいかい）および市川市民納涼花火大会（いちかわしみんのうりょうはなびたいかい）は、東京都江戸川区と千葉県市川市にまたがる江戸川河川敷において毎年8月第1土曜日に行われる花火大会である。本項では、両者を合わせて江戸川花火大会（えどがわはなびたいかい）と称することとする。毎年7月に開催される隅田川花火大会とともに、東京二大花火大会の一つに数えられる。

## 概要
江戸川河川敷を舞台に、江戸川の西岸の江戸川区と東岸の市川市の共同開催による花火大会。8つのテーマごとに趣の異なる花火がBGMにあわせて打ち上げられる。オープニングは5秒間1000発打ちで始まり、総打ち上げ数は国内最大級の1万4000発である。2009年には江戸川区側と市川市側の合計人手人数が139万人を記録し、花火大会の観客動員数としては日本一となった。
打ち上げ場所は江戸川区側の河川敷（都立篠崎公園先）で、打ち上げは老舗花火屋の宗家花火鍵屋（江戸川区東小松川）が担当する。
また、「ナイアガラの滝」の仕掛けは内宮運輸機工株式会社（江戸川区中央）が歴任している。

## 主な開催記録
- 市川市民納涼花火大会第10回以降より共同開催となっている。
- 2011年は、東北地方太平洋沖地震（東日本大震災）の影響による電力制限のため中止。
- 2020年から2022年までの3年間は、新型コロナウイルス感染拡大の影響により中止。
- 2024年は鍵屋15代当主である天野安喜子がパリオリンピックで柔道の審判を務めた関係で日程を変更し、8月24日（第4土曜日）に開催した[3][4]。

## 交通など
江戸川区側
- 都営地下鉄新宿線 篠崎駅から徒歩約15分、又は瑞江駅から徒歩約45分
- JR中央・総武緩行線 小岩駅から徒歩約25分
- 京成本線 江戸川駅から徒歩約25分
- なお、小岩駅・篠崎駅より京成バス小72系統の運行もあるが、花火大会直前は篠崎街道が通行止めとなり、柴又街道へ迂回運行する。

市川市側
- JR中央・総武緩行線・JR総武快速線 市川駅から徒歩約15分
- JR中央・総武緩行線・都営地下鉄新宿線 本八幡駅から徒歩約30分
  - なお、京成バス千葉ウエスト市川01系統は夕方以降、大洲防災公園止まりとなる（こちらを参照）。
- 京成本線 国府台駅から徒歩約20分